# Џером Робинсон
Џером Робинсон (енгл. Jerome Robinson; Рали, Северна Каролина, 22. фебруар 1997) амерички је кошаркаш. Игра на позицији бека, а тренутно је без ангажмана.
Робинсон је од 2015. до 2018. године похађао Бостон колеџ у Масачусетсу. За Бостон колеџ иглсе уписао је 90 наступа, а просечно је по утакмици постизао 17,7 поена, хватао 3,8 скокова и прослеђивао 3,3 асистенције. У сезони 2017/18. изабран је за члана прве поставе идеалног тима Атлантик коуст конференције.
На НБА драфту 2018. године изабрали су га Лос Анђелес клиперси као 13. пика.